# (1479) Inkeri
(1479) Inkeri est un astéroïde de la ceinture principale.

## Description
(1479) Inkeri est un astéroïde de la ceinture principale. Il fut découvert le 16 février 1938 à Turku par Yrjö Väisälä. Il présente une orbite caractérisée par un demi-grand axe de 2,68 UA, une excentricité de 0,19 et une inclinaison de 7,3° par rapport à l'écliptique.
L’astéroïde est nommé d’après le prénom Inkeri porté par une nièce et une petite-fille du découvreur, ainsi qu’en référence à l’ancienne région finlandaise de l’Ingrie.

## Compléments